# Винниченко Ігор Іванович
Винниченко Ігор Іванович (*6 червня 1957 року) — український історик, географ, етногеограф, кандидат географічних наук, доцент Київського національного університету імені Тараса Шевченка.

## Біографія
Народився 6 червня 1957 року в селі Скоморохи Житомирського району Житомирської області. Закінчив у 1979 році Київський державний університет ім. Т. Г. Шевченка (кафедра фізичної географії), у 1983 році аспірантуру Відділення географії Інституту геофізики імені С. І. Субботіна АН УРСР. У 1979–1980 роках інструктор з туризму турбази «Пуща-Водиця» (Київ). У 1983–1985 роках викладав географію в київських технікумах (міського електротранспорту, електронних приладів), у 1985–1987 роках інженер палеогеографічної партії Інституту геологічних наук АН УРСР. З 1987 року працює в Київському університеті асистентом на кафедрі фізичної географії, з 1990 року асистентом на кафедрі країнознавства і туризму, з 1994 року доцент. Кандидатську дисертацію «Ландшафтні основи раціонального землекористування в ерозійнонебезпечних районах (на прикладі Вінницької області)» захистив 1987 року. З 1996 року виконує посаду директора громадської організації Інститут досліджень діаспори.
Член Республіканської асоціації українознавців (1990), Всеукраїнської спілки краєзнавців (1990), Міжнародної асоціації дослідників історії та культури російських німців (2011), дійсний член Українського географічного товариства (1981). 
Член робочих груп із розробки Стратегії розвитку туризму і курортів (2007) та Державної цільової програми розвитку туризму і курортів в Україні на період до 2022 року (2013); заступник Голови робочої групи з розробки Стратегії розвитку туризму в Тернопільській області до 2020 року (2015); член Наукової ради з туризму та курортів при Міністерстві економічного розвитку та торгівлі України (2015).
Викладає дисципліни: «Туристське краєзнавство», «Основи організації наукових досліджень», «Спеціалізовані туристські ринки», «Ризики в туризмі», «Моніторинг розвитку туризму», «Міжнародний туристський бізнес», «Інноваційна діяльність в туризмі».

## Нагороди і відзнаки
- Почесний член Асоціації українців-мешканців Грузії (1992)
- Подяка київського міського Голови (2002)
- Подяка Кабінету міністрів України (2003)
- Почесна грамота Міністерства закордонних справ України (2007)
- Грамота Національної академії педагогічних наук України (2019)

## Наукові праці
Сфера наукових досліджень: географія та історія закордонного українства, національних меншин в Україні, розвиток вітчизняного та міжнародного туризму. Автор та співавтор понад 250 наукових та навчально-методичних праць. Упорядкував більше 20 інформаційних каталогів, збірок матеріалів наукових і науково-практичних конференцій та семінарів, а також бібліографічних покажчиків. Основні праці:
1. Українці в державах колишнього СРСР: Історико-географічний нарис. — Ж., 1992.
2. Україна 1920-1980-х: Депортації, заслання, вислання. — К., 1994.
3. Українці Берестейщини, Підляшшя й Холмщини в першій половині XX ст. — К., 1997.
4. Українці в Санкт-Петербурзі. — К., 2002.
5. Середовище турбізнесу. Навч. посібник. — К.,2006.
6. Туристичне країнознавство: країни лідери туризму. Навч. посібник. — К.,2008 (у співавторстві)
7. Німці в історії Київського університету (XIX — перша половина XX ст.). — К., 2009 (у співавторстві).
8. Німці в Україні. Біо-бібліографічний довідник. — К., 2011.
9. Ризики в туризмі: навчально-методичний посібник. — К., 2014. (https://drive.google.com/file/d/1HZB-_gSIpWf6agRaskiFQlpPlHhBntcm/view)
10. Спеціалізовані туристські ринки: матеріали для практичних занять. — К., 2015.
11. Грецькі адреси Києва. — К., 2017.
12. Чернівецька область (серія «Україна невідома»). — К., 2020 (у співавторстві)
13. Грецькі адреси Одеси та регіону. — Греція, 2021. (https://ukranorama.gr/books/Odessa%20sights_Borysthenes_2021_ebook.pdf)
14. Туристське краєзнавство з основами безпеки в туризмі: хрестоматія. — К., 2022. (https://drive.google.com/file/d/1dZBJe565G0KMdk1YqpcqD1oieugOSxJ9/view)
15. Воєнний туризм: хрестоматія. — К., 2023. (https://drive.google.com/file/d/1X-NKolbNow4KB4Dso8MLvP2LvP3yb6Q6/view)
16. Чехи в Україні: енциклопедичний довідник. — К., 2024. (https://drive.google.com/file/d/1scD_f3z01PoV4XUllmxV-x1yEwHLk-IO/view)

В українських (і не лише) часописах Австралії, Аргентини, Білорусі, Болгарії, Бразилії, Великої Британії, Казахстану, Канади, Молдови, Польщі, США, Туреччини, Франції, Хорватії, а також України опубліковано понад 600 його дописів.
Є одним з авторів «Енциклопедія історії України», «Енциклопедія сучасної України», Велика українська енциклопедія